# TVR 420SE
La TVR 420SE est une voiture de sport conçue et construite par TVR à partir du modèle TVR 390SE à la demande de clients. Par rapport à la 390SE dont elle émanait directement la TVR 420SE recevait des préparations du moteur portant la cylindrée du V8 à 4,2 litres.
Seuls sept exemplaires furent construits entre 1986 et 1987.
Ces voitures servirent de voitures de développement pour le V8 de 4,2 litres utilisé dans la TVR 420 SEAC, plus tardive.
La SE, en plus d'une carrosserie moins transformée, comportait également des cames légèrement plus douces que la SEAC.
En raison des choix des clients et de sa construction artisanale, les spécifications de chaque 420SE sont susceptibles de différer.